# Szász Lajos
Szász Lajos (Szatmárnémeti, 1888. február 26. – Budapest, 1946. augusztus 24.) magyar politikus, egyetemi tanár, a magyar református egyház főgondnoka, államtitkár, majd miniszter Magyarország több kormányában. A második világháború után halálra ítélték és kivégezték.

## Pályafutása
Szegénysorból a maga erejéből küzdötte fel magát a miniszterségig. Előbb pénzügyőr volt, majd saját költségén leérettségizett. 1910-ben a Budapesti Tudományegyetemen jogi diplomát szerzett. Eleinte Beregszászban dolgozott, majd 1919-től Budapesten lett pénzügyminisztériumi számvizsgáló, pénzügyi titkár. 1926-tól minisztériumi titkár lett, majd 1935-től a pénzügyminisztériumban a költségvetési osztály vezetője. 1936-tól a budapesti egyetemen emellett a pénzügytan tanáraként dolgozott. 1937 és 1942 között államtitkár volt a Darányi-, Imrédy-, Teleki- és Bárdossy-kormányban. 1942. október 19-től 1944. március 22-ig tárca nélküli közellátásügyi miniszter volt a Kállay-kormányban. 1944. március 22-ét követően a Sztójay-kormányban volt iparügyi miniszter, ezt a tisztségét augusztus 29-ig megtartotta, amikor Sztójay Döme miniszterelnököt lemondatták és helyébe Lakatos Géza került. A Lakatos-kormányban kereskedelmi és közlekedésügyi miniszter volt. A nyilas hatalomátvételt követően továbbra is megmaradt tisztségében, egészen 1945. március 27-ig. A kormány többi tagjával együtt a szovjetek elől Németországba menekült. Itt fogták el a szövetségesek és, háborús bűnösség vádjával kiadták Magyarországnak. A Népbíróság ügyét Sztójay Döme egykori miniszterelnökkel, Reményi-Schneller Lajos pénzügyminiszterrel, vitéz Rátz Jenő miniszterelnök-helyettessel és Kunder Antal közlekedésügyi miniszterrel együtt tárgyalta. A népbíróság utóbbi kettő halálos ítéletét életfogytiglanra módosította, amint Tasnádi Nagy András politikusét, a Nemzeti Törvényhozók Szövetségének egykori vezetőjéét, akivel utolsó óráit a börtönben együtt töltötte. Ravasz László református püspök meglátogatta, mielőtt golyó által kivégezték.

## Magánélete
Felesége Huszár Etelka, egy beregszászi tanár lánya volt. Három fiuk született, Egon, Miklós és Frigyes.